# Bokken
Bokken (jap. 木剣 bokken, także 木刀 bokutō) – drewniany miecz do ćwiczeń, zwykle o kształcie katany, rzadziej wakizashi lub tantō.

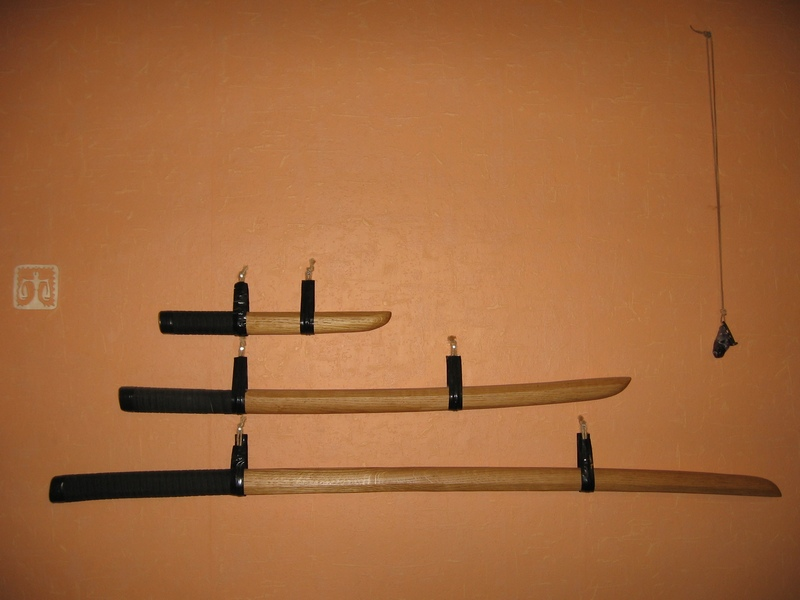
Bokkeny, od góry: tantō, wakizashi oraz katana

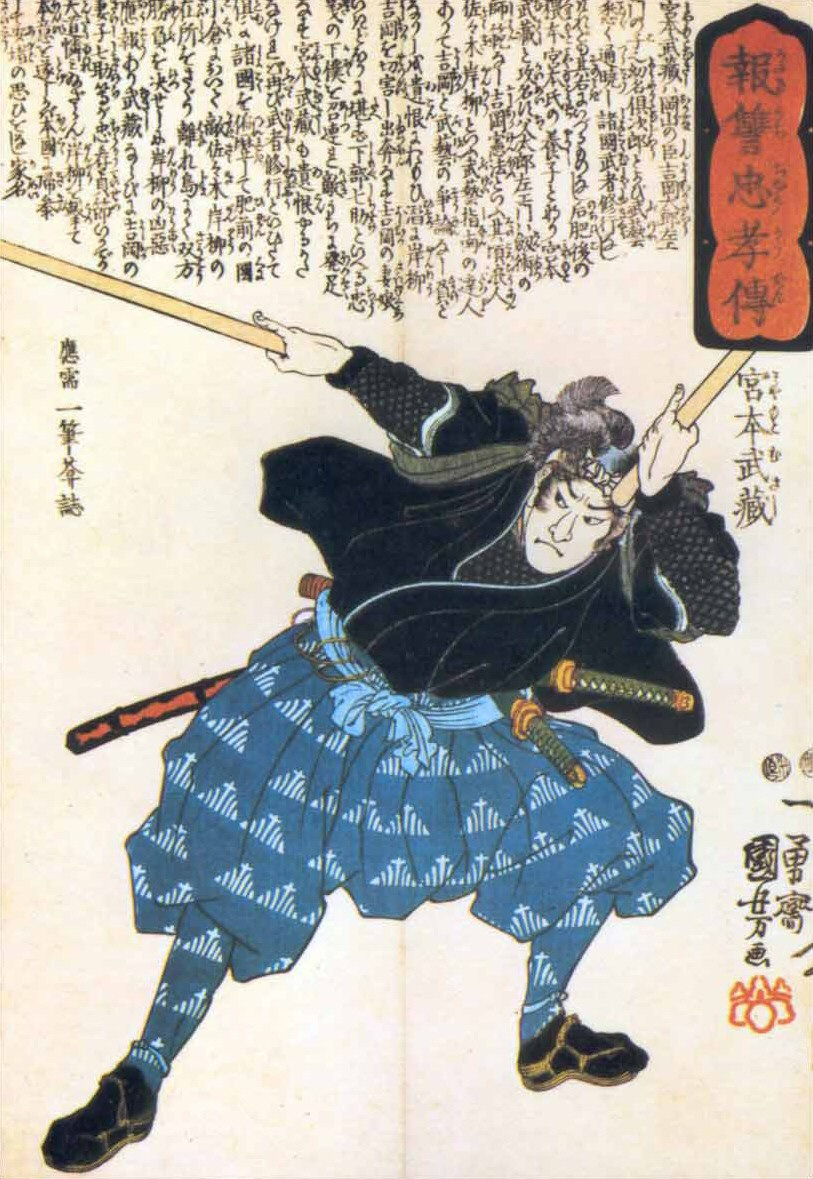
Musashi Miyamoto z dwoma bokkenami

Bokken nie powinien być mylony z shinai, bambusowym mieczem używanym w kendo. Bokken jest terminem ukutym przez Europejczyków, w samej Japonii drewniane miecze ćwiczebne określa się terminem bokutō (jap. 木刀; dosł. „drewniany miecz”), zazwyczaj nie posiadającym krzywizny.

## Nazwa
Nazwa drewnianego miecza składa się z dwóch japońskich znaków: boku (jap. 木; drzewo, drewno) oraz ken (jap. 剣 tsurugi; miecz). Nazwa bokken (jap. 木剣) nie jest używana w Japonii.
Znak ken (jap. 剣) występuje w słowach związanych z mieczem, np.: kendō (jap. 剣道; dosł. „droga miecza”) lub kenjutsu (jap. 剣術; dosł. „sztuka miecza”).
Znak tō (jap. 刀 katana) występuje w takich słowach, jak: shōtō (jap. 小刀; dosł. „krótki miecz”) oraz daitō (jap. 大刀; dosł. „długi miecz”).

## Historia
W średniowiecznej Japonii bokutō był używany przez wojowników podczas treningów. Musashi Miyamoto, legendarny mistrz kenjutsu, był znany z pokonywania w pełni uzbrojonych przeciwników przy użyciu tylko jednego lub dwóch takich drewnianych mieczy. Według jednej z legend, pokonał on Sasaki’ego Kojirō przy pomocy bokutō, które sam zrobił z wiosła podczas podróży łodzią na umówioną wyspę, gdzie miał odbyć się ich pojedynek.

## Budowa
Bokken jest wykonany z jednego kawałka drewna, którego rodzaj decyduje (obok zdolności twórcy) o jakości miecza. Obecnie, prawie wszystkie produkowane masowo, niedrogie bokkeny robi się z niskiej trwałości drewna (najczęściej jest to czerwony dąb północnoamerykański lub azjatycki, które różnią się od siebie nieznacznie wytrzymałością włókien). Są przez to bardzo podatne na uszkodzenia i złamania. Z tego powodu najlepiej używać ich do ćwiczeń nie związanych z walką (np. kata).
Lepsze rodzaje drewna, jak amerykański biały dąb, znany również jako kashi (nie należy go mylić z japońskim białym dębem znanym pod nazwą shiro-kashi), są o wiele mocniejsze w porównaniu z czerwonym dębem i o wiele lepiej sprawdzają się jako materiał na bokkeny. Innym dobrym wyborem jest hikora, posiadająca bardzo dobrą twardość i wytrzymałość przy zachowaniu niskich kosztów produkcji. Należy jednak pamiętać, że przy praktyce kumite każde drewno po jakimś czasie zaczyna pękać.
Używanie egzotycznego, twardego drewna nie jest nietypowe przy konstrukcji drogich bokkenów. Niektóre z nich robione są z brazylijskiej jatoby. Bokkeny wykonywane z tropikalnego drewna są zwykle ciężkie, a przez to pożądane przez wielu użytkowników pomimo ich kruchości. Wiele konstruowanych z tych materiałów mieczy nadaje się do samotnego treningu, ale już nie do ćwiczeń w parach.
Bokkeny nigdy nie były robione z bambusa; służy on natomiast do konstrukcji shinai, miecza używanego w kendo.

## Rodzaje bokkenów
- daitō lub tachi (w kształcie katany) – długi miecz;
- shōtō, ko-dachi lub wakizashi-bō (w kształcie wakizashi) – krótki miecz;
- tantō-bō (w kształcie tantō) – sztylet.

Osobnym rodzajem bokkena jest suburitō, które może występować w kształcie daitō oraz shōtō. Stosowany jest on do samotnego treningu poprawiającego zdolności używania zwykłego bokkena i rozwijającego masę mięśniową wojownika.
Bokken może również być tworzony na kształt innych japońskich broni, np. nagamaki, no-dachi, yari, naginaty czy kamy.

## Zastosowanie
Broń ta używana była (i jest nadal) w ćwiczeniach szermierki mieczem japońskim kenjutsu ze względu na bezpieczeństwo, ponieważ każdy błąd popełniony podczas ćwiczeń zwykłym mieczem, może skończyć się śmiercią (i często tak się kończył). Na potrzeby kendo, szermierki sportowej, wymyślono shinai, będący elastycznym zwitkiem bambusowych listewek, ponieważ bokken może stanowić groźną i śmiertelną broń: legendy japońskie mówią o mistrzach, którzy zwyciężali za pomocą bokkena pojedynki z przeciwnikiem uzbrojonym w prawdziwy, ostry miecz.